# Moron (Haiti)
Moron este o comună din arondismentul Jérémie, departamentul Grand'Anse, Haiti, cu o suprafață de 182,9 km2 și o populație de 28.335 locuitori (2009).